# Twingly
Twingly är en svensk och engelskspråkig webbplats och sökmotor för bloggar. Företaget grundades år 2006. Twingly startades av det svenska teknikföretaget Primelabs som i april 2008 bytte namn till Twingly AB. Vd är Peter Bláha som ersatte Martin Källström år 2012. Bláha, född 1978 utbildad civilingenjör i datateknik på Kungliga Tekniska Högskolan, är främst känd som Pansar i tv4:s tv-serie Gladiatorerna. Twingly brukar även publicera rapporten "Twingly Report Sweden" varje år om den svenska bloggosfären. Huvudkontoret ligger i Linköping.